# Dawsonia gigantea
Dawsonia gigantea là một loài rêu trong họ Polytrichaceae. Loài này được Müll. Hal. ex Geh. mô tả khoa học đầu tiên năm 1896.